# 近場掃描光學顯微鏡

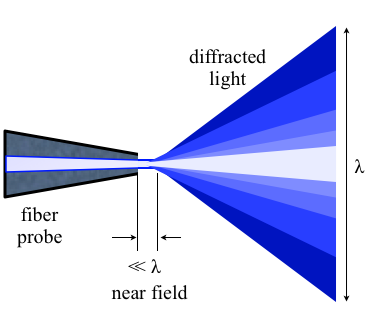
近場光學示意圖，繞射光從NSOM的光纖探針出來，此圖可以看到光波長。

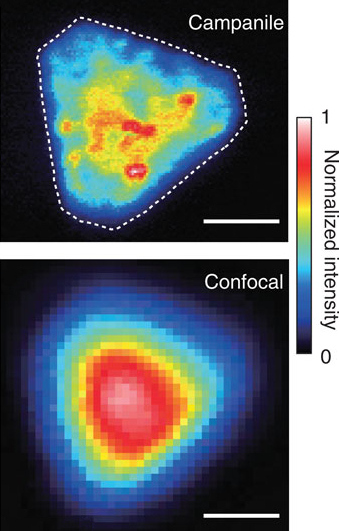
分別使用NSOM(上)和传统的共軛焦焦显微镜 (下)來比較二硫化钼薄片的光致發光記錄，比例尺長度：1微米。

近场扫描光学显微镜 (NSOM/SNOM)是一个 显微镜 技术，用于结构调查，其利用渐逝波的特性打破远场中繞射極限 。 在SNOM， 激发激光光透过一个直径小于雷射波长的孔徑聚焦，从而在孔徑的遠端產生消逝场。 当样品在短距離地在孔徑下扫描，光學解析度只跟孔径的直徑有關。 此時，横向分辨率可達20 纳米、垂直分辨率可達2-5 纳米。
如光学显微镜、此机制可以用於研究的不同性质，例如 折射率、化学结构和侷域压力。也可以研究在次波長解析度下的动态特性。
NSOM/SNOM是一种扫描探针显微镜.